# Plagioeciidae
Plagioeciidae zijn een familie van mosdiertjes (Bryozoa) uit de orde van de Cyclostomatida.

## Geslachten
- Cardioecia Canu & Bassler, 1922
- Cavaria von Hagenow, 1851
- Desmatelesia Canu & Lecointre, 1933
- Desmeplagioecia Canu & Bassler, 1920
- Diastopora Lamouroux, 1821
- Diplosolen Canu, 1918
- Discantenna Gordon & Taylor, 2010
- Entalophoroecia Harmelin, 1976
- Liripora MacGillivray, 1887
- Mesenteripora de Blainville, 1830
- Plagioecia Canu, 1918
- Serpentipora Brood, 1976
- Tubigerina Canu, 1911

Niet geaccepteerde geslachten:
- Diplopora Jullien, 1886 → Diplosolen Canu, 1918
- Elaphopora Lang, 1926 → Mesenteripora de Blainville, 1830
- Eurystrotos Hayward & Ryland, 1985 → Oncousoecia Canu, 1918
- Mesinteripora → Mesenteripora de Blainville, 1830
- Microecia Canu, 1918 → Plagioecia Canu, 1918
- Notoplagioecia Canu & Bassler, 1922 → Cardioecia Canu & Bassler, 1922
- Trigonoecia Canu & Bassler, 1922 → Mesenteripora de Blainville, 1830